# ديميتري جدانوف
ديميتري جدانوف (بالروسية: Дмитрий Александрович Жданов)‏ هو لاعب كرة قدم روسي في مركز الوسط، ولد في 28 مارس 1977 في موسكو في روسيا. لعب مع شينيك ياروسلافل.